# Alfred Becherer
Alfred Becherer (20 de agosto de 1897-1977) fue un botánico, y pteridólogo suizo.

## Algunas publicaciones
- 1935. Über die Trägerbildung in Gasen durch atomare Strahlen: Inaugural-Dissertation ... Ed. Konrad Triltsch, 18 pp.
- 1937. Note sur l'Asplenium lucidum Burm
- 1951. Lagoseris sancta (L.) K.Maly ssp. nemausensis (Gouan) Thell. als neuer Bestandteil der Schweizer Flora. Ed. Birkhäuser. 8 pp.
- 1961. Bibliographie de la flore tessinoise 1910-1960. 14 pp.
- 1974. Alchemilla microcarpa Boissier e Reuter nel Ticino. 2 pp.
- 1977. Verzeichnis der botanischen Schriften. Supplement. 6 (1), 7-8

### Libros
- 1925. Beiträge zur Pflanzengeographie der Nordschweiz ...: Dissertation ... (Las contribuciones a la geografía de las plantas del Norte ... Suiza: Disertación ...) Ed. Dernières Nouvelles. 106 pp.

- 1945. Atlas de poche de la flore suisse, comprenant les régions étrangères limitrophes: Plus de 3000 dessins au trait avec indication de la couleur des fleurs. Ed. F. Rouge. 296 pp. Reeditó Birkhäuser, 1980. 3030 pp. ISBN 3-7643-1152-5

- 1951. Taschenatlas der schweizer Flora: mit Berücksichtigung der ausländischen Nachbarshaft (Atlas de bolsillo de la flora de Suiza con respecto a la de vecinos). Ed. Birkhäuser. 309 pp. Reeditó Birkhäuser, 1993. 352 pp. ISBN 3-7643-2842-8

- 1956. Florae Vallesiacae Supplementum: Supplement zu Henri Jaccards Catalogue de la flore valaisanne. Ed. Gebrüder Fretz Ag. 556 pp.

- con August Binz. 1957. Schul- und Exkursionsflora der Schweiz mit Berücksichtigung der für Basel in Betracht kommenden benachbarten Teile Badens und des Elsasses (Escuela y excursiones a la flora de Suiza con respecto a los costes subvencionables de Basilea y las partes adyacentes de Baden y Alsacia). Ed. Schwab. 382 pp.

- 1972. Führer durch die Flora der Schweiz mit Berücksichtigung der Grenzgebiete (Guía para la flora de Suiza con respecto a las zonas fronterizas). Ed. Schwabe. 207 pp. ISBN 3-7965-0577-5

- 1974. Fortschritte in der Systematik und Floristik der Schweizerflora (Gefässpflanzen) in den Jahren 1972 und 1973 (Los avances en la sistemática y florística de la flora suizos (plantas vasculares) en los años 1972 y 1973). 52 pp.

- 1987. Florae Vallesiacae Supplementum: Supplement Zu Henri Jaccards Catalogue de La Flore Valaisanne. Volumen 81 de Denkschriften Der Schweizerischen Akademie Der Naturwisschen. Ed. Birkhauser Base. ISBN 3-7643-8058-6

## Honores

### Epónimos
- (Aspleniaceae) Asplenium × bechereri D.E.Mey.[2]